# Franziska Wilhelm
Franziska Wilhelm (* 1981 in Erfurt) ist eine deutsche Autorin und Moderatorin.

## Leben
Franziska Wilhelm wuchs in Erfurt auf. Nach ihrem Abitur ging sie für ein Auslandsjahr nach Rickmansworth bei London, wo sie an der Royal Masonic School for Girls arbeitete. Von 2001 bis 2007 studierte sie Kommunikations- und Medienwissenschaft an der Universität Leipzig, von 2003 bis 2004 verbrachte sie zwei Auslandssemester an der Universität Complutense in Madrid.
Ihren Einstieg in die Literatur fand Wilhelm über Jugendliteraturpreise und den Poetry Slam. Beim Jungen Literaturforum Hessen-Thüringen war sie achtmalige Preisträgerin. Seit 2021 wirkt sie in der Jury des Jungen Literaturforums mit.
Als Poetry Slammerin war sie auf zahlreichen Bühnen im deutschsprachigen Raum und in Frankreich zu Gast. Seit 2010 gehört sie als festes Mitglied zur Leipziger Lesebühne Schkeuditzer Kreuz. 2014 erschien ihr Debütroman „Meine Mutter schwebt im Weltall und Großmutter zieht Furchen“ im Klett-Cotta Verlag. Zudem moderierte sie die Crossmedia-Show „MDR Sputnik Slamedy“ sowie den Literatur-Podcast „Seite 37“ auf detektor.fm.

## Auszeichnungen
- 1999–2006: Preisträgerin Junges Literaturforum Hessen-Thüringen
- 2011: Literaturstipendium der Kulturstiftung des Freistaates Sachsen
- 2015: Märkisches Stipendium für Literatur
- 2017: Aufenthaltsstipendium des Hessischen Literaturrats in Nouvelle-Aquitaine[6]
- 2020: Meißner Literaturfestpreis des Literaturfestes Meißen (zusammen mit Barbara Handke)[7]

## Werke
- Die Fischschwester: Geschichten über das Fremdeln. Edition Muschelkalk/Evangelische Verlagsanstalt, Leipzig 2012, ISBN 978-3-86160-339-9.

- Meine Mutter schwebt im Weltall und Großmutter zieht Furchen. Klett-Cotta Verlag, Stuttgart 2014, ISBN 978-3-608-93992-7.

- Die schönsten Abgründe des Alltags: Slam- und Survivaltexte. zwiebook Verlag, Dresden 2018, ISBN 978-3-943451-36-8.

Textbeiträge
- Clara Nielsen, Nora Gomringer (Hrsg.): Lautstärke ist weiblich: Texte von 50 Poetry-Slammerinnen. Satyr, Berlin 2017, ISBN 978-3-944035-91-8.

- Jens Kirsten, Christoph Schmitz-Scholemann (Hrsg.): Der Weg entsteht im Gehen. Literarische Texte aus 100 Jahren Thüringen. Weimarer Verlagsgesellschaft/Verlagshaus Römerweg, Wiesbaden 2020, ISBN 978-3-7374-0282-8.

- Ella Carina Werner, Katinka Buddenkotte (Hrsg.): Niemand hat die Absicht ein Matriarchat zu errichten. Satyr, Berlin 2022, ISBN 978-3-944035-91-8.